# Stithians
 (septembre 2023).
Stithians est une paroisse civile et un village des Cornouailles, en Angleterre.